# Jörg Haider

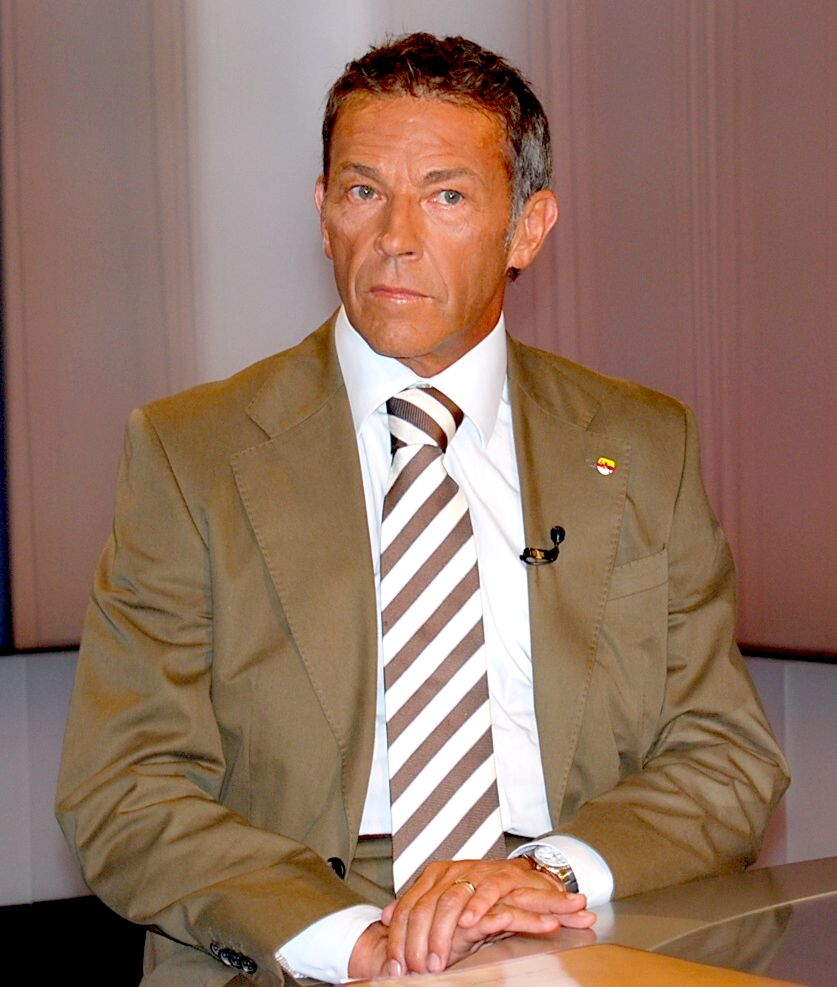
Jörg Haider i en valdebatt 2008.

Jörg Haider, född 26 januari 1950 i Bad Goisern, Oberösterreich, död 11 oktober 2008 i Köttmannsdorf nära Klagenfurt, Kärnten, var en österrikisk politiker, ledare för BZÖ och regeringschef i förbundslandet Kärnten. Haider var 1986–2000 ledare för Österrikiska frihetspartiet (FPÖ) och förblev dess frontfigur fram till 2005, då han uteslöts ur FPÖ och grundade partiet Alliansen för Österrikes framtid (BZÖ).
Haider uppmärksammades för sin kritik mot invandring. Som ledare för FPÖ besökte han bland andra länder som Iran, Libyen och Irak.

## Biografi
Haiders föräldrar var engagerade i det tyska nazistpartiet under andra världskriget, något de straffades för efter krigsslutet. Haider ärvde på 1980-talet en egendom i Kärnten (värd nära 16 miljoner amerikanska dollar) av en farbroder som hade köpt den av en italiensk jude.
I början av 1970-talet blev han ordförande i FPÖ:s ungdomsförbund och fick där högre och högre poster, tills han 1986 blev dess partiledare. Under Haiders styre har partiets politik förskjutits mot högerkanten och är i dag starkt invandringsfientlig och EU-negativ. I valet 1999 fick partiet 28 procent av rösterna, mot cirka 5 procent när Haider tillträdde som partiledare.
Haider har beskyllts för att ha berömt arbetsmarknadspolitiken i Tredje riket. Bakgrunden är ett tal i delstatsparlamentet i Kärnten 1991, där Haider replikerade socialdemokraternas ordförande med: ”Man hade en ordentlig sysselsättningspolitik i Tredje riket, något som inte en gång er regering i Wien lyckats åstadkomma. Det måste en gång för alla sägas. Uppenbarligen var människorna då så välutbildade att ungdomar i Hitlerjugend med goda betyg har styrt ert parti i snart 40 år. Det är ju också ett faktum.” Vid samma tillfälle uttalade Haider att han inte avsett att sysselsättningspolitiken i Nazityskland skulle vara bättre än Österrikes sysselsättningspolitik.
Vid parlamentsvalet i Österrike den 1 oktober år 2006 hade Haiders nya parti BZÖ framgång – liksom hans gamla parti FPÖ, som är störst av de två partierna. Sammanlagt fick de två invandringskritiska partierna omkring 16 procent av rösterna. Hösten 2008 fick FPÖ och Haiders BZÖ tillsammans uppemot 29,2 procent av rösterna, enligt opinionsmätningarna.

### Död
Jörg Haider omkom i en bilolycka med sin Volkswagen Phaeton den 11 oktober 2008. Olyckan inträffade i samband med en omkörning där Haider färdades i 142 kilometer i timmen på en vägsträcka där fordon fick föras i högst 70 kilometer i timmen. Vid olyckstillfället hade Haider 1,8 promille alkohol i blodet, vilket är grovt rattfylleri. 
Efter olyckan framkom uppgifter om att Jörg Haider besökt en gayklubb samma natt olyckan inträffade. BZÖ:s 27-årige partiledare Stefan Petzner, Haiders efterträdare, erkände för österrikisk radio att han och Haider haft en relation som ”var mycket mer än bara vänskap” och att Jörg Haider varit mannen i hans liv. Haiders fru uppgavs också ha känt till affären men låtit den fortgå. BZÖ reagerade mot partiledarens uttalande och krävde att radiostationen skulle dra tillbaka inslaget, vilket inte gjordes. Detta kan ses i ljuset av Jörg Haiders tidvis mycket negativa inställning till homosexuellas rättigheter. Bland annat röstade Jörg Haider nej i parlamentet till att sänka myndighetsåldern för könsumgänge mellan män.